# Zeb-un-Nisa
Zēb-un-Nisa (15 de febrero de 1638 - 26 de mayo de 1702) fue una princesa del Imperio mogol, la hija mayor del emperador Aurangzeb y de la emperatriz Dilras Banu Begum. También fue una poetisa que escribió bajo el seudónimo de "Makhfi" ("La Escondida"). Fue encarcelada por su padre durante los últimos 20 años de su vida en el Fuerte Salimgarh, Delhi. La princesa fue una gran poetisa de su época y sus obras fueron recogidas de forma póstuma en el Diwan-i-Makhfi.

## Biografía

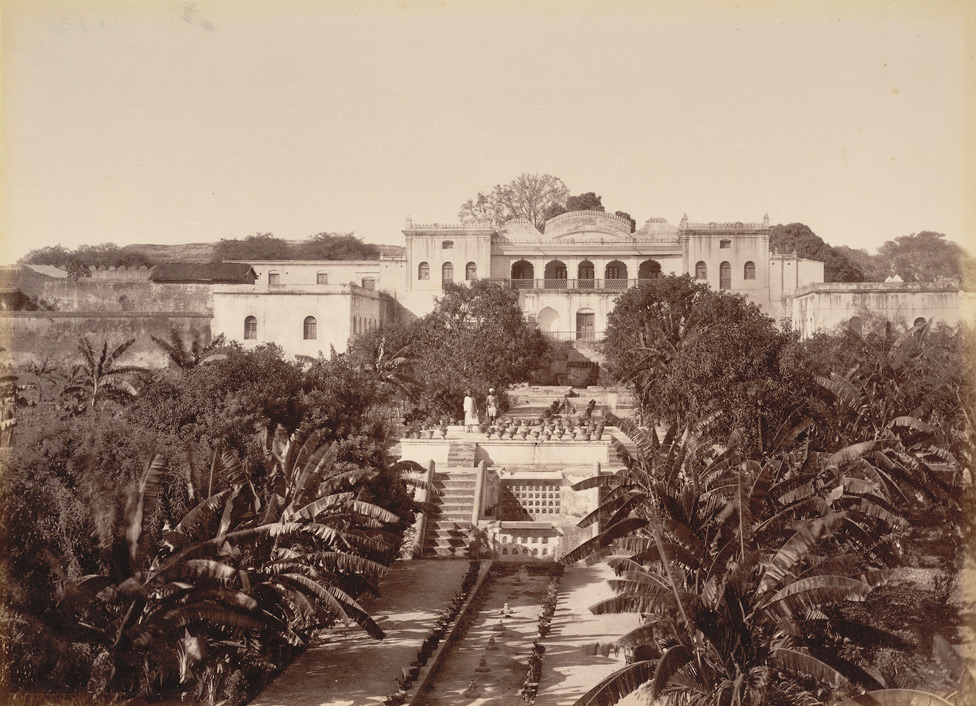
Palacio de Zeb-un-Nisa, en Aurangabad, fotografía de 1880.

Zeb-un-Nissa fue la hija mayor del emperador Aurangzeb y nació durante el reinado de su abuelo, el emperador Shah Jahan. Su madre fue Dilras Banu Begum, una princesa del prominente Imperio Safávida. Ella fue la hija favorita de su padre y, debido a ello, le estaba permitido interceder para obtener el perdón de las personas que lo habían ofendido. 
Su padre contrató a Hafiza Mariam, una mujer perteneciente a la nobleza mogol, para educarla. Parece ser que la princesa heredó el intelecto y los gustos literarios de su padre, ya que memorizó el Corán a los 3 años y deletreó un Hafiz a los 7 años. Zeb-un-Nisa aprendió las ciencias de su época de la mano de Mohammad Saeed Ashraf Mazandarani. Aprendió filosofía, matemáticas, astronomía, literatura, persa, árabe y urdu. También fue una mujer muy versada en caligrafía. Su biblioteca superó todas las otras colecciones privadas hasta el momento y empleó a un gran número de becarios y asalariados para copiar y traducir manuscritos.
Zeb-un-Nisa comenzó a crear poemas en persa a la edad de 14 años pero, como a su padre no le gustaba la poesía, solía escribir en secreto. Ustad Bayaz, uno de sus maestros, encontró sus poemas y la animó a continuar escribiendo. Esto llegó a los oídos de los sabios y poetas de la corte de Aurangzeb y fue invitada, en secreto, a participar en las tertulias literarias y poéticas de grandes poetas de la época como Ghani Kashmiri, Naimatullah Khan y Aqil Khan Razi.
Cuando Aurangzeb ascendió al trono, después de Shah Jahan, Zeb-un-Nisa ya tenía 21 años. Entonces, su padre descubrió en ella un gran talento y una gran capacidad y comenzó a consultarle los asuntos políticos del imperio, escuchando siempre sus opiniones por encima de las de sus consejeros. Zeb-un-Nisa tuvo otras hermanas más jóvenes: Zinat-un-Nissa, Zubdat-un-Nissa, Badr-un-Nissa y Mehr-un-Nissa. Entre ellas, las dos primeras también fueron poetisas.
Zeb-un-Nisa no se casó, quedándose soltera toda su vida, a pesar de haber tenido numerosos pretendientes. Su abuelo, el emperador Shah Jahan, la comprometió con su primo, el príncipe Sulaiman Shikoh, el hijo de Dara Shikoh (hijo mayor de Shah Jahan y Mumtaz Mahal). Su abuelo quería que ella, en un futuro, deviniera emperatriz del Imperio Mogol como esposa de Sulaiman Shikoh, quien entonces ocupaba el segundo lugar (después de su padre Dara Shikoh) en la línea de sucesión. El matrimonio habría sido un partido perfecto pero no tuvo lugar a causa del rechazo de Aurangzeb, quien odiaba a su hermano mayor, Dara Shikoh. La princesa se pasó toda su vida escribiendo obras literarias y poesía.
En algunos libros se ha escrito que había una relación amorosa secreta entre Zeb-un-Nisa y Aqil Khan Razi, poeta y gobernador de Lahore. Aunque, realmente, los poemas de su obra Diwan están basados en el concepto sufí del Amor de Dios.
Según las fuentes históricas, estos escándalos, con respecto a las vidas de las princesas mogolas, no fueron poco comunes. Por ejemplo, se describe un sórdido episodio de un idilio carnal entre la princesa y Aqil Khan Razi, cuya muerte se dijo fue dentro de un caldero caliente al fuego al intentar coger una moneda de oro que había dentro de él. Aun así, hay fuentes que afirman que Razi vivió muchos años como gobernador y que falleció por causas naturales.
Con respecto las descripciones que se han obtenido de ella, son las siguientes: «Una mujer alta y esbelta, rostro redondeado y justo color, con dos pecas o signos de belleza en su mejilla izquierda. Sus ojos y cabello abundante eran negros. Sus labios eran finos y sus dientes pequeños». En el museo de Lahore se puede encontrar un retrato suyo que se corresponde con esta descripción. Respecto a su vestimenta, se describe: «Era sencilla y austera en el vestir. En sus últimos años de vida siempre vestía de blanco y un collar de perlas adornaba su cuello.» 
Zeb-un-Nisa vivió en una época que vio a grandes poetas en su zenit como, por ejemplo: el Mawlana Abul Qader Bedil, Kalim Kashani, Saa'eb Tabrizi y Ghani Kashmiri. Hay una gran influencia de Hafez Sherazi en el estilo de las poesías de Zeb-un-Nisa. Aun así, la princesa es considerada como una de los poetas más importantes de la escuela india de poesía persa.

## Encierro y últimos años
En 1662, cuando Aurangzeb enfermó y sus médicos le prescribieron un cambio de ambiente, ella, junto a su familia y la corte imperial, se trasladaron a Lahore. En aquella época, Akil Khan era gobernador de aquella ciudad. Durante los años siguientes, presuntamente, ella y el gobernador de Lahore tuvieron un breve idilio que se rompió cuando Aurangzeb comenzó a sospechar y la encerró en la fortaleza de Salimgarh, Delhi, en el borde de Shahjahanabad (actual Vieja Delhi).  Otras teorías sugieren que la princesa fue encerrada por ser poetisa y música (ambos anatema para Aurangzeb, un emperador austero y muy ortodoxo en su pensamiento y modo de vida) y/o por mantener una estrecha relación con su hermano Muhammad Akbar, quien era persona non-grata para su padre.
Después de 20 años de encierro, Zeb-un-Nisa falleció en 1702, mientras Aurangzeb se encontraba de viaje en Deccan.
Inicialmente fue sepultada en el Jardín de los Trenta Mil Árboles, en el exterior de la Puerta de Kabul, en Delhi. Pero cuando se construyó la línea de ferrocarril en la ciudad, su tumba fue trasladada al Mausoleo de Akbar, en Sikandra, Agra. En 1724, años después de su fallecimiento, se recogieron todas sus obras y poesías y se publicaron bajo el título de Diwan-i-Makhfi. El libro contiene 421 ghazals y varios ruba'is. Posteriormente, en 1730 se añadió otro ghazal a la obra.

## Legado
Su obra poética fue editada, por primera vez, en Delhi, en 1929 y, más tarde, en Teherán, en 2001. Los manuscritos originales se encuentran esparcidos entre la Biblioteca Nacional de París, la Biblioteca del Museo Británico, la Biblioteca de la Universidad de Tübingen (Alemania) y en la Biblioteca Mota de la India.

## Traducciones de muestra
Su Ghazal está explicando la historia de amor:

Tú con el espeso pelo oscuro y los ojos impresionantes, tu mirada inquisitiva me ha dejado deshecha.

Ojos que perforan y luego se retiran como una espada manchada de sangre,

¡Ojos que dan latigazos!

Zelotes, estáis equivocados ¡Esto es el Cielo!

No importan esos que hacen promesas sobre la vida futura:

Únete a nosotros ahora, los amigos justos, en esta intoxicación.

No importa el camino hacia la Kaaba: La santidad reside en el corazón.

Desperdiciar tu vida ¡Sufrir! Dios está aquí.

¡Oh rostro atroz! ¡Luz continua!

Aquí es donde me siento feliz, aquí, aquí mismo.

No hay ningún libro en ninguna parte sobre la materia.

Sólo en cuanto veo que haces lo entiendo.

Si deseas ofrecer tu belleza a Dios, dale a Zeb-un-Nisa el gusto. Esperando el bocado más pequeño, ella está aquí.

## Trabajos
- Princess Zeb-un-nissa (1920). Divan-i Makhf (Persian). Lahore Amrit Press.
- Zeb-un-nissa; Tr. by Paul Whalley (1913). The Tears of Zebunnisa: Being Excerpts from The Divan-I Makhf. W. Thacker & Co. Archivado desde el original el 19 de agosto de 2014. Consultado el 15 de junio de 2015.